# Championnat international d'escrime 1933
Navigation
Édition précédente Édition suivante
La onzième édition du Championnat international d'escrime en 1933 s'est déroulé à Budapest en Hongrie. 

## Résultats
| Épreuves                               | Or | Argent | Bronze |
| -------------------------------------- | --- | --- | --- |
| Épée                                   | | | |
| Hommes individuel résultats détaillés  | Georges Buchard | Saverio Ragno                                                                                              | Bernard Schmetz                                                                                             |
| Hommes par équipes résultats détaillés | Italie- Giancarlo Brusati - Giancarlo Cornaggia-Medici - Renzo Minoli - Saverio Ragno - Franco Riccardi - Mario Visconti | France- Georges Buchard - Jacques Coutrot - Georges Buchard - Louis Prat - Paul Rousset - Bernard Schmetz  | Suède- Raul Årmann - Curt Dahlgren - Hans Drakenberg - Gustaf Dyrssen - Bo Lindman - Sven Thofelt           |
| Fleuret                                | | | |
| Hommes individuel résultats détaillés  | Gioacchino Guaragna | Giulio Gaudini                                                                                             | John Emrys Lloyd                                                                                            |
| Hommes par équipes résultats détaillés | Italie- Giorgio Bocchino - Manlio Di Rosa - Gioacchino Guaragna - Giorgio Macerata - Giuliano Nostini - Saverio Ragno    | Autriche- Ernst Baylon - Richard Brünner - Kurt Ettinger - Josef Losert - Hans Lyon                        | Hongrie- Sándor Gözsy - János Hajdú - József Hatz - Ottó Hatz - Lajos Maszlay - Egon Meszlényi              |
| Femmes individuel résultats détaillés  | Gwendoline Neligan | Erna Bogáti                                                                                                | Mitzi With                                                                                                  |
| Femmes par équipes résultats détaillés | Hongrie- Erna Bogáti - Margit Danÿ - Ilona Elek - Margit Elek                                                            | Royaume-Uni- Elizabeth Carnegy Arbuthnott - Mary Geddes - Judy Guinness - Gwendoline Neligan               | Autriche- Grete Friedmann - Elisabeth Grasser - Minna Kastner - Anni Roth - Frieda von Gregurich            |
| Sabre                                  | | | |
| Hommes individuel résultats détaillés  | Endre Kabos | Gustavo Marzi                                                                                              | Giulio Gaudini                                                                                              |
| Hommes par équipes résultats détaillés | Hongrie- Aladár Gerevich - Gyula Glykais - Sándor Gombos - Endre Kabos - Attila Petschauer - György Piller               | Italie- Renato Anselmi - Arturo De Vecchi - Giulio Gaudini - Gustavo Marzi - Ugo Pignotti - Emilio Salafia | Royaume-Uni- Charles Louis de Beaumont - Craven Hohler - John Emrys Lloyd - Arthur Pilbrow - Oliver Trinder |

## Tableau des médailles
| Rang  | Nation      | Or | Argent | Bronze | Total |
| ----- | ----------- | -- | ------ | ------ | ----- |
| 1     | Italie      | 3  | 4      | 1      | 8     |
| 2     | Hongrie     | 3  | 1      | 1      | 5     |
| 3     | Royaume-Uni | 1  | 1      | 2      | 4     |
| 4     | France      | 1  | 1      | 1      | 3     |
| 5     | Autriche    | 0  | 1      | 1      | 2     |
| 6     | Danemark    | 0  | 0      | 1      | 1     |
| -     | Suède       | 0  | 0      | 1      | 1     |
| TOTAL | TOTAL       | 8  | 8      | 8      | 24    |